# Castillo Schalun
El Castillo Schalun o las ruinas de Schalun  (en alemán: Burg Schalun o  bien Ruine Schalun) también conocido coloquialmente como Wildschloss ("Castillo Salvaje" o "Castillo al natural"), es un castillo en ruinas situado en el municipio de Vaduz, Liechtenstein. Se encuentra en las montañas, más o menos a 1 kilómetro al noreste del centro de la ciudad de Vaduz, la capital nacional de Liechtenstein. Está abierto a los turistas y es accesible a pie o en bicicleta de montaña a través de un sendero local. El Castillo Schalun es uno de los cinco castillos existentes en Liechtenstein y una de las tres en ruinas que hay en el país.
El castillo fue construido probablemente durante la segunda mitad del siglo XII o alrededor de finales del siglo XII, a más tardar. El primer registro escrito sobre el castillo proviene de 1237. En este, también apareció por primera vez por su nombre, como "Schalun". Las excavaciones arqueológicas realizadas en las últimas décadas han revelado sólo pequeñas cantidades de artefactos de la época medieval y moderna, lo que sugiere que el castillo podría haber sido limpiado y quemado en un momento posterior de su historia. En el siglo XVIII, el castillo pasó a manos del entonces príncipe reinante de Liechtenstein. La propiedad de las ruinas del castillo fue entregada a la Municipalidad de Vaduz en 1933. Hoy en día, las partes mejor conservadas del castillo son su gran salón y la sección restante de su torre del homenaje.